# Timonius billitonensis
Timonius billitonensis är en måreväxtart som beskrevs av Theodoric Valeton. Timonius billitonensis ingår i släktet Timonius och familjen måreväxter. Inga underarter finns listade i Catalogue of Life.